# Catalina (singolo)
Catalina è il singolo di debutto della cantante spagnola Rosalía, pubblicato il 19 ottobre 2016 come primo estratto del suo primo album Los ángeles. Il singolo è stato presentato da Rosalía a Radio 3, insieme a Que se muere, que se muere, pubblicato online qualche settimana prima.

## Video musicale
Il video musicale è stato diretto da Txema Yeste, ed è stato descritto come "una visione del potere che emerge attraverso la voce e la musica del flamenco".